# Astro Bot
Astro Bot è un videogioco a piattaforme sviluppato da Team Asobi e pubblicato da Sony Interactive Entertainment come esclusiva per la console PlayStation 5. Il gioco è un sequel di Astro's Playroom, riprende le caratteristiche del suo predecessore sfruttando le nuove funzionalità introdotte col controller DualSense. Annunciato nel giugno 2024, il gioco è uscito il 6 settembre 2024. Ai The Game Awards 2024 ha vinto quattro premi, tra cui il gioco dell'anno.

## Modalità di gioco
Astro Bot è un videogioco a piattaforme 3D dove il giocatore controlla il protagonista, un piccolo robot chiamato Astro Bot, mediante l'uso del controller DualSense. Il set di mosse principali di Astro lo stesso ai capitoli precedenti, mantenendo la sua capacità di saltare, planare, dare pugni e attacchi rotanti. L'abilità di nuotare sott'acqua ritorna da Astro Bot Rescue Mission, essendo stata assente in Astro's Playroom.
Il gioco vanta 90 livelli che sono divisi in sei galassie e 60 pianeti. Ciascuno dei livelli rientra in tre diverse impostazioni di difficoltà: facile, normale e difficile. I livelli principali della storia rientrano principalmente nelle difficoltà facile e normale, mentre le fasi di sfida opzionali nella difficoltà difficile. Ogni livello contiene anche un indicatore di difficoltà, che viene evidenziato prima di entrare. Per attraversare le galassie e i livelli si utilizza il "Dual Speeder", un'astronave a forma di controller DualSense. Il Dual Speeder si controlla tenendo premuti i grilletti analogici e inclinando fisicamente il DualSense. Può anche essere manovrato liberamente nella schermata di selezione del livello.
Astro ha accesso a 15 nuove abilità, che si uniscono a lui e migliorano sia le sue capacità motorie che di combattimento. Alcune di queste nuove abilità includono Barkster il bulldog booster (garantiscono ad Astro la capacità di superare baratri e sconfiggere più nemici), i guanti Twin-Frog (permettono ad Astro di prendere a pugni i nemici da lontano e oscillare/catapultarsi da determinati terreni) e Handy-D (una scimmia che consente ad Astro di arrampicarsi su determinate superfici, oscillare e colpire gli avversari al suolo). Gli scontri contro i boss presenti alla fine di ogni galassia sono combattuti usando queste abilità.
Il gioco fornisce una selezione di impostazioni di accessibilità che includono: la possibilità di giocare con una singola levetta analogica (con i controlli della telecamera tramite una semplice pressione di un tasto), supporto al controller PlayStation Access e l'opzione per disabilitare i controlli giroscopici, il feedback tattile e i grilletti adattivi.

## Sviluppo
Lo sviluppo di Astro Bot è iniziato quasi immediatamente dopo il completamento di Astro's Playroom, e ci sono voluti circa tre anni con un team di sviluppo di circa 60 persone. Secondo quanto riferito, è il gioco più grande che il Team Asobi abbia mai creato. A differenza dei suoi predecessori Rescue Mission e Astro's Playroom, Astro Bot è stato denominato senza alcun sottotitolo. Nicolas Doucet, il direttore creativo e produttore del gioco, ha affermato che la ragione di ciò era quella di indicare un nuovo inizio per la serie.
In un'intervista con Edge, Doucet ha dichiarato che lui e il Team Asobi hanno considerato di dare al gioco una struttura open world, ma alla fine ha deciso di concentrarsi maggiormente su un assetto basato sui livelli. Nota che la ragione alla base di questa decisione è stata: «Perché quella è stata l'unica che ci ha dato il maggior controllo sulla varietà del gioco.» Per rendere il gioco accessibile ai giocatori di tutti i livelli di abilità, la difficoltà di ciascuno dei livelli di Astro Bot è stata messa in grande considerazione. I livelli principali sono stati progettati per essere relativamente facili, permettendo a chiunque di terminarli indipendentemente dal proprio livello di destrezza. I livelli facoltativi, invece, sono stati progettati per essere molto più difficili, come un modo per soddisfare un pubblico più esperto.
Insieme alle piattaforme, sono state apportate una serie di aggiunte allo sfondo e ai dettagli ambientali presenti in ciascuno dei livelli. Il motore di gioco modernizzato consente miglioramenti significativi sia nella grafica che nella fisica e oltre 70 specie uniche di fauna selvatica.

### Bot VIP
Doucet ha menzionato l'importanza dei Bot VIP che fanno riferimento a importanti IP PlayStation in più occasioni. Lui e il Team Asobi hanno preso la decisione di "raddoppiarli" avendo ancora più camei di Astro's Playroom. La ragione che dà per questo era perché potrebbe potenzialmente funzionare come un ponte generazionale; un bambino che si domanda a chi sta facendo riferimento un certo Bot potrebbe ricevere una spiegazione dal suo genitore che aveva giocato in passato.
Una sfida messa in pratica dai Bot VIP mostrava il modo in cui il team doveva rappresentare questi personaggi di vecchia data. Riportati da Astro's Playroom, prendere a pugni questi Bot fa sì che abbiano una reazione divertente e faccia riferimento a qualcosa di specifico dai rispettivi giochi.
Doucet ha notato che c'era un equilibrio da avere nel mantenere questo aspetto dell'umorismo presente nei precedenti giochi Astro, pur essendo allo stesso tempo rispettoso dell'eredità dei personaggi. Vari studi PlayStation, come Santa Monica e Naughty Dog, hanno risposto positivamente all'inserimento dei loro personaggi rappresentati come Bot. 
Un'altra sfida che è nata dai Bot VIP era il modo in cui il gran numero di personaggi e riferimenti PlayStation e di terze parti presenti poteva oscurare l'identità dello stesso Astro. Doucet ha dichiarato che lui e il Team Asobi avevano considerato di non implementare alcun marchio PlayStation nel prossimo gioco, consentendo invece ad Astro di «stare in piedi da solo». In conclusione, lui e il Team Asobi hanno deciso contro questo, deducendo che i fan di Astro's Playroom, che avevano apprezzato i riferimenti PlayStation, sarebbero probabilmente rimasti delusi se il sequel li avesse completamente eliminati.
Il design dei Bot non era sempre accurato al materiale di partenza a cui si riferiva, con Doucet che notava specificamente che i personaggi che avevano i capelli spesso li avevano sostituiti con il vinile. Doucet ha anche riferito che gli occhi blu a LED presenti sui Bot erano un elemento importante dei loro progetti. Alcuni bot non potevano essere rappresentati con precisione solo con gli occhi a LED, a causa dei loro disegni originali basati principalmente sugli occhi. Per risolvere questo problema, sono state date loro delle maschere per il capo.
In totale ci sono 173 Bot VIP. A parte i personaggi dei franchise di proprietà di Sony come Ratchet e Sackboy, i personaggi dei franchise di terze parti con comparse degne di nota sulle console PlayStation, compaiono come Bot VIP.

## Pubblicazione
Astro Bot è stato annunciato il 30 maggio 2024 durante la presentazione livestream dello State of Play di Sony. Il trailer di uscita del gioco e un video dietro le quinte sono stati presentati sul canale YouTube di PlayStation il 30 agosto 2024. Il gioco è stato pubblicato esclusivamente per PlayStation 5 il 6 settembre 2024.
Il 29 luglio 2024 è stato svelato un controller DualSense basato sul Dual Speeder. I preordini sono iniziati il 9 agosto e il controller è stato distribuito nella stessa data del gioco.

### Contenuti aggiuntivi
Nel settembre 2024 all'evento State of Play, cinque ulteriori livelli speedrun sono stati annunciati come contenuti scaricabili gratuitamente. I livelli sono stati resi disponibili su base settimanale da 17 ottobre al 14 novembre 2024 e presentano Bot VIP aggiuntivi come le Shock Trooper di Helldivers 2 e Eve di Stellar Blade.
Un livello a tema natalizio chiamato "Villaggio polare" è stato svelato l'11 dicembre 2024 e reso disponibile il giorno seguente. Questo contenuto presenta una varietà di diversi oggetti da collezione, che includono quattro colori per il dual speeder, quattro costumi e sette Bot VIP, con personaggi come Spider-Man, Croc, Rayman e Tombi!.
Dal 13 febbraio al 13 marzo 2025 sono stati resi disponibili cinque nuovi livelli nella galassia "Vuoto violento" con cinque Bot VIP da salvare. Inoltre, il gioco è stato aggiornato con funzionalità avanzate per PlayStation 5 Pro.
Durante lo State of Play del 4 giugno 2025, è stato reso noto un aggiornamento con cinque nuovi livelli sfida per la galassia "Vuoto violento" disponibili dal 10 luglio 2025, con cinque Bot VIP da salvare, come la protagonista di Ghost of Yōtei.

## Accoglienza
| Testata                                | Giudizio |
| -------------------------------------- | -------- |
| Metacritic (media al 10 dicembre 2024) | 94/100   |
| OpenCritic (media al 10 dicembre 2024) | 99%      |
| Destructoid                            | 9/10     |
| Edge                                   | 10/10    |
| Everyeye.it (ITA)                      | 9,3/10   |
| GameSpot                               | 9/10     |
| GamesRadar+                            | 5/5      |
| IGN                                    | 9/10     |
| Multiplayer.it (ITA)                   | 9/10     |
| Jeuxvideo.com (FRA)                    | 18/20    |
| VG247                                  | 5/5      |

Secondo l'aggregatore di recensioni Metacritic, Astro Bot ha ricevuto il "plauso della critica" e il 99% dei recensori su OpenCritic raccomandano il gioco. Al giorno della sua uscita, il gioco è il più apprezzato del 2024 sia su Metacritic che su OpenCritic.
Al momento della distribuzione, la mancanza di rappresentazione del franchise Final Fantasy è stata notata da diverse pubblicazioni tra cui IGN. Doucet ha notato che, mentre Team Asobi aveva sperato di includere personaggi come Cloud Strife, lo studio non aveva avuto successo ma rispettato «la scelta di ogni editore».

### Vendite
L'8 novembre 2024 Sony ha annunciato che Astro Bot ha venduto 1,5 milioni di copie al 3 novembre.

### Riconoscimenti
- 2024 – The Game Awards[41][42]
  - Miglior gioco dell'anno
  - Migliore direzione videoludica
  - Miglior videogioco d'avventura dinamica
  - Miglior videogioco per famiglie
  - Candidatura alla miglior direzione artistica
  - Candidatura alla miglior colonna sonora
  - Candidatura alla miglior montaggio sonoro
- 2024 – Golden Joystick Awards[43][44]
  - Studio dell'anno a Team Asobi
  - Miglior montaggio sonoro
  - Candidatura alla miglior grafica
  - Candidatura alla miglior colonna sonora
  - Candidatura al gioco dell'anno per console
  - Candidatura al gioco dell'anno definitivo
- 2024 – Titanium Awards[45]
  - Gioco dell'anno
  - Candidatura alla miglior progettazione di un videogioco
  - Candidatura alla miglior direzione artistica
  - Candidatura alla miglior direzione sonora
- 2025 – Game Developers Choice Awards[46]
  - Candidatura alla gioco dell'anno
  - Candidatura al miglior sonoro
  - Candidatura al miglior progettazione
  - Candidatura alla miglior innovazione
  - Candidatura alla miglior tecnologia
  - Candidatura alla miglior innovazione
  - Candidatura alla miglior arte visiva
  - Candidatura al miglior impatto sociale
- 2025 – D.I.C.E. Awards[47][48]
  - Gioco dell'anno
  - Gioco dell'anno per famiglie
  - Miglior progettazione per un videogioco
  - Miglior animazione
  - Miglior progettazione tecnica
  - Candidatura alla miglior colonna sonora
- 2025 – British Academy Video Games Awards[49][50]
  - Miglior gioco
  - Migliore animazione
  - Miglior sonoro
  - Miglior gioco per famiglie
  - Miglior progettazione per un videogioco
  - Candidatura alla miglior direzione artistica
  - Candidatura alla miglior colonna sonora
  - Candidatura alla miglior progettazione tecnica